# Фігурне катання на зимових Олімпійських іграх 2006

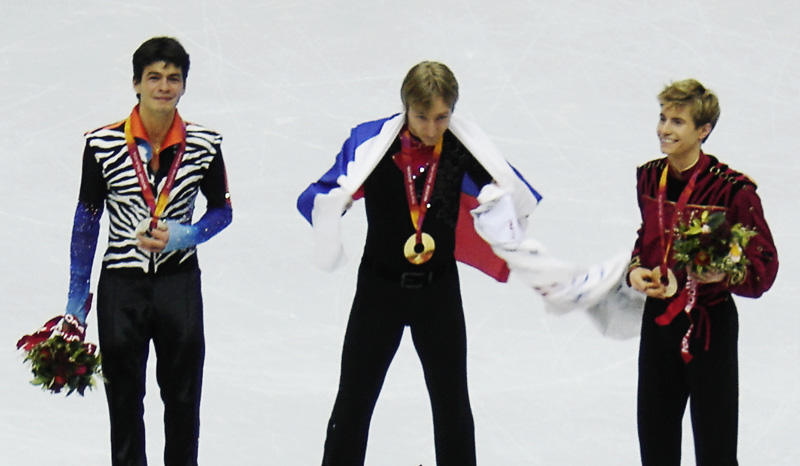
Призери Олімпіади в одиночних змаганнях серед чоловіків

Змаганнях фігуристів на XX Зимовій Олімпіаді в Турині, відбувалися на арені Palazzo a Vela. Спортсмени розіграли чотири комплекти нагород.
Відкрили змагання спортивні пари, виконавши коротку програму 11 лютого, а завершилися виступи традиційним гала-концертом, що відбувся 24 лютого.

## Медальний залік
| Місце | Країна    | Золото | Срібло | Бронза | Всього |
| 1     | Росія     | 3      | 0      | 1      | 4      |
| 2     | Японія    | 1      | 0      | 0      | 1      |
| 3     | США       | 0      | 2      | 0      | 2      |
| 4     | КНР       | 0      | 1      | 1      | 2      |
| 5     | Швейцарія | 0      | 1      | 0      | 1      |
| 6     | Канада    | 0      | 0      | 1      | 1      |
| 6     | Україна   | 0      | 0      | 1      | 1      |

## Призери Олімпіади
| Дисципліна               | Золото                              | Срібло                           | Бронза                           |
| Чоловічі змагання Деталі | Євген Плющенко                      | Стефан Ламб'єль                  | Джефрі Батл                      |
| Жіночі змагання Деталі   | Аракава Сідзука                     | Саша Коен                        | Ірина Слуцька                    |
| Пари Деталі              | Тетяна Тотьмяніна та Максим Марінін | Дан Джанґ та Гао Джанґ           | Шень Ксю та Чжао Хунбо           |
| Танцювальні дуети Деталі | Тетяна Навка та Роман Костомаров    | Таніт Белбін та Бенджамін Аґосто | Олена Грушина та Руслан Гончаров |